# Llengua vàndala

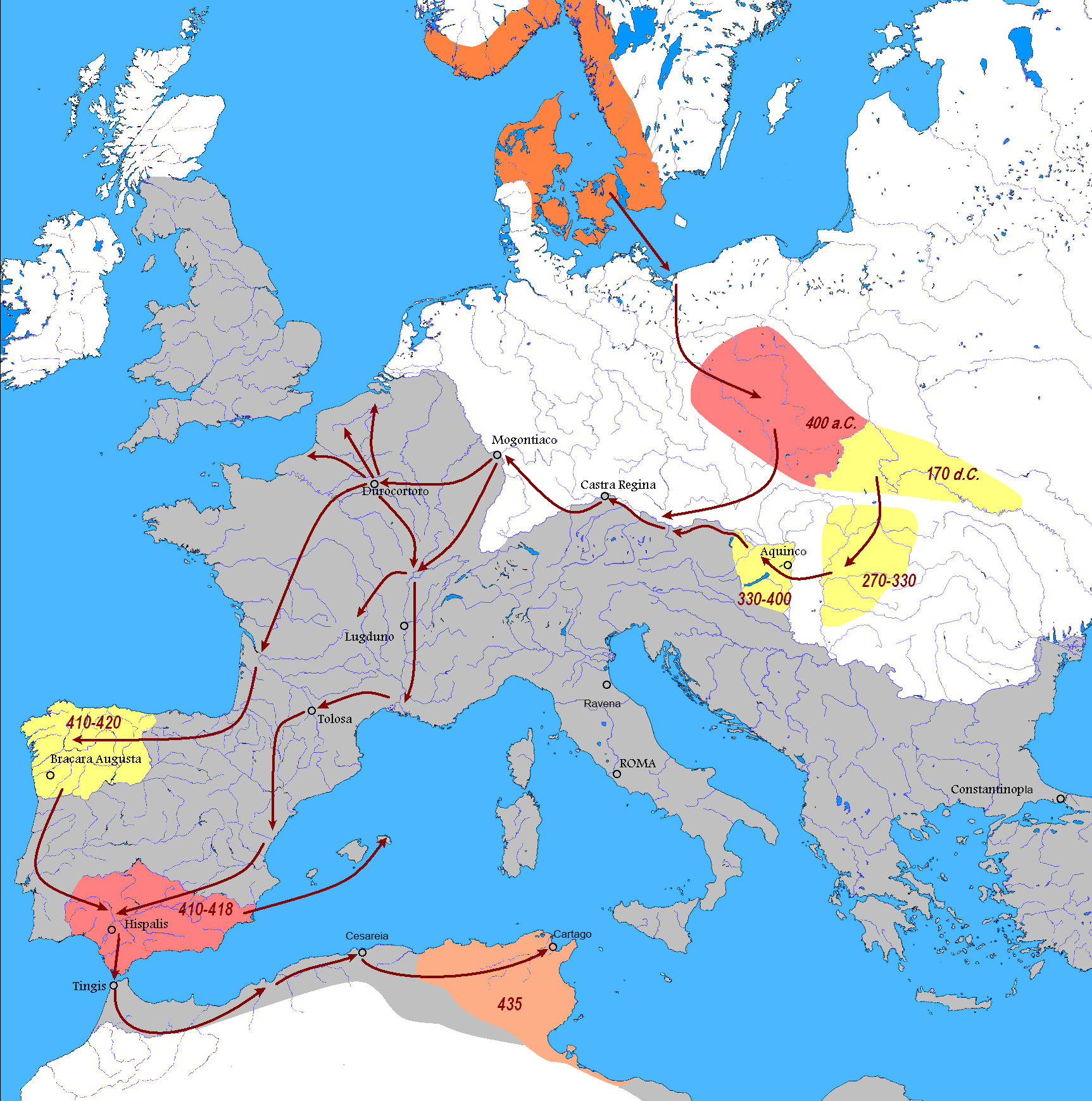
Els vàndals durant les invasions bàrbares.

El vàndal, vandàlic o llengua vàndala era una llengua germànica parlada pels vàndals al voltant dels segles iii i VI dC. Probablement estava molt relacionat amb el gòtic, motiu pel qual ha estat classificat tradicionalment com una llengua germànica oriental. Els seus exemples són molt fragmentaris, principalment a conseqüència de les constants migracions que van experimentar els vàndals, així com per la seva adopció tardana de l'escriptura. Totes les fonts modernes de l'època en què el vàndal es parlava són protohistòriques.
Els vàndals, els hasdinges i els silinges es van establir a la Gal·lècia (actualment la regió nord de Portugal i Galícia), així com al sud de la Península ibèrica, seguint les petjades d'altres pobles germànics i no germànics (visigots, alans i sueus) al voltant del 410, abans de traslladar-se al nord d'Àfrica, on van establir un regne Vàndal durant la dècada del 430. Aquest regnat va viure la seva esplendor a principis del segle vi, però després de la seva derrota durant la coneguda com a Guerra Vandàlica, el 536, van caure sota l'administració romana d'Orient, desapareixent la seva llengua al voltant del tombant de segle.

## Registre
Es desconeix bona part de la llengua vàndala, amb l'excepció d'algunes frases i de noms personals d'origen vàndal, principalment provinents de documents i de noms personals en castellà. El nom d'Andalusia es creu que deriva del vàndal, segons la tradició oral. Quan els musulmans van ocupar la Península ibèrica, durant el segle VIII i fins al final del XV, van anomenar la regió com «l'Àndalus.»
En una inscripció provinent del regne vàndal, la pregària cristiana del Kyrie eleison apareix en vàndal com «Froia arme» («Senyor, tingues pietat!»). La mateixa frase es pot llegir també a Collatio Beati Augustini cum Pascentio ariano 15 de pseudo-Agusti: «Froja armes».
L'epigrama De conviviis barbaris de l'Antologia llatina, del nord d'Àfrica i data disputada, conté un fragment en una llengua germànica que alguns autors consideren que és vàndal, tot i que el propi text fa referència a la llengua com a «gòtic». Aquest fet es podria explicar perquè les dues llengües eren germàniques orientals i estaven íntimament relacionades; diferents acadèmics han puntualitzat, en aquest context que Procopi fa referència als gots, als vàndals, als visigots i als gèpides com les «nacions gòtiques», i n'opina que «tots ells professen la fe arriana i tenen una llengua anomenada gòtic.» Al fragment s'hi pot llegir:
D'altres paraules vàndals que ens han arribat són Baudus, ‘mestre’ i Vandalirice, ‘rei dels Vàndals'.